# Koszmosz–122

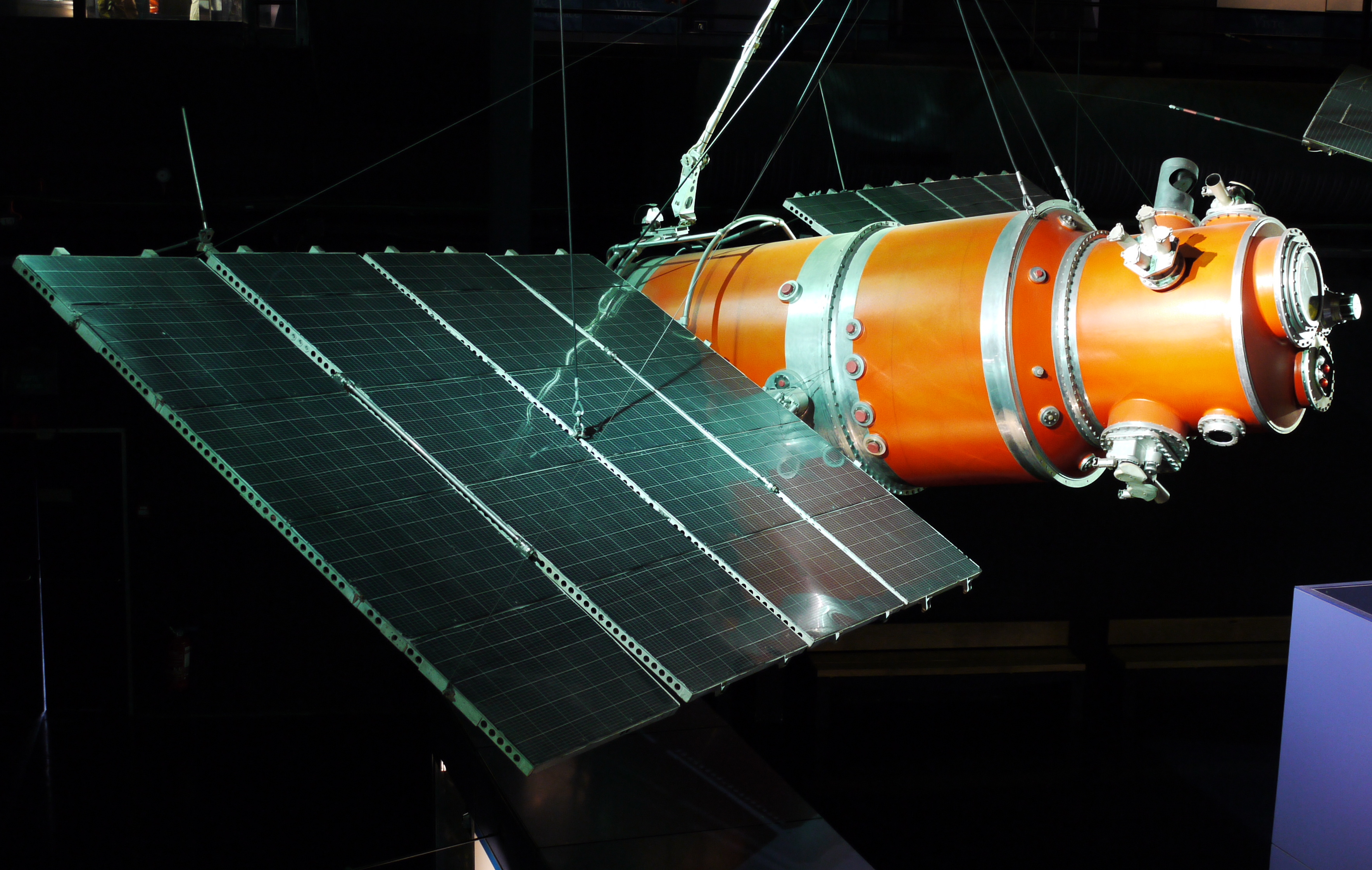
A Koszmosz–122 makettje múzeumban kiállítva (Musee du Bourget)

A Koszmosz–122 (oroszul: Космос 122) a szovjet Koszmosz műhold-sorozat tagja. Az utolsó prototípus az első szolgálati meteorológiai műhold rendszerbe állítása előtt.

## Küldetés
A Föld mágneses erőterét kutató és meteorológiai méréseket végző űreszköz. Feladata a felhőzet, a hóréteg és a jégmezők eloszlásának vizsgálata, a földfelület és a felső felhőrétegek hőmérsékletének, a Föld és az atmoszféra hőegyensúlyára jellemző adatok mérése. Ezzel megkezdődhetett a katonai (polgári) Meteor-rendszer kiépítése.

## Jellemzői
A  VNII EM (oroszul: Всесоюзный научно-исследовательский институт электромеханики (ВНИИ ЭМ) филиал) tervezte, építette. Üzemeltetője a moszkvai (Госкомитет СССР по гидрометеорологии) intézet.
1966. június 25-én a Bajkonuri űrrepülőtér indítóállomásról Vosztok–2M (8А92M) típusú hordozórakétával juttatták Föld körüli pályára. Az orbitális egység pályája 97 perces, 64,9 fokos hajlásszögű, elliptikus pálya-perigeuma 583 kilométer, apogeuma 653 kilométer volt. Hasznos tömege 4730 kilogramm. Az űreszköz napszinkron poláris pályán mozgott. Hasznos tömege 4730 kilogramm. Áramforrása kémiai, illetve a felületét burkoló napelemek energiahasznosításának kombinációja (földárnyékban puffer-akkumulátorokkal). Földre orientált stabilitását giroszkóp biztosította. Felépítése hengeres, átmérője 1,4 méter, magassága 5 méter, két napelemtáblája 10 méterre kinyúló.
A Koszmosz–118 programját folytatta. Televíziós képek készültek a Föld nappali, és infravörös felvételek az éjszakai oldalról. Mérte a Föld különböző részein eltérő hőfelvételt és hőveszteséget, elősegítette a viharok kialakulási helyének, erejének és vonulásának adatszolgáltatását. Rádiómódszerekkel mérte a légkör elektromos kisüléseit, a villámlások színhelyeit, erősségét.  
A mérési adatokat kiterjedt földi vevőállomás-hálózat rendszeresen vette, azokat mágnesszalagon és filmen rögzítették, számítógéppel értékelték ki. A térkép jellegű végeredményt távírógépen továbbították a nemzeti és nemzetközi meteorológiai hálózat számára.
1966 októberében befejezte működését. 1989. november 14-én belépett a légkörbe és megsemmisült.